# Мамедова, Асмар Вели кызы
Асма́р Вели́ кызы́ Маме́дова (азерб. Əsmər Vəli qızı Məmmədova; 25 мая 1911, Казахский уезд — ?) — советский азербайджанский хлопковод, Герой Социалистического Труда (1948).

## Биография
Родилась 25 мая 1911 года в селе Азизбейли Казахского уезда Елизаветпольской губернии (ныне село в Казахском районе Азербайджана).
С 1938 года — колхозница, звеньевая колхоза имени Азизбекова, колхозница в ряде других колхозов Казахского района. В 1947 году получила урожай хлопка 85,3 центнера с гектара на площади 4,2 гектаров.
Указом Президиума Верховного Совета СССР от 10 марта 1948 года за получение в 1947 году высоких урожаев хлопка Мамедовой Асмар Вели кызы присвоено звание Героя Социалистического Труда с вручением ордена Ленина и золотой медали «Серп и Молот».
С 1965 года — пенсионер союзного значения.